# Nara Joshi Daigaku

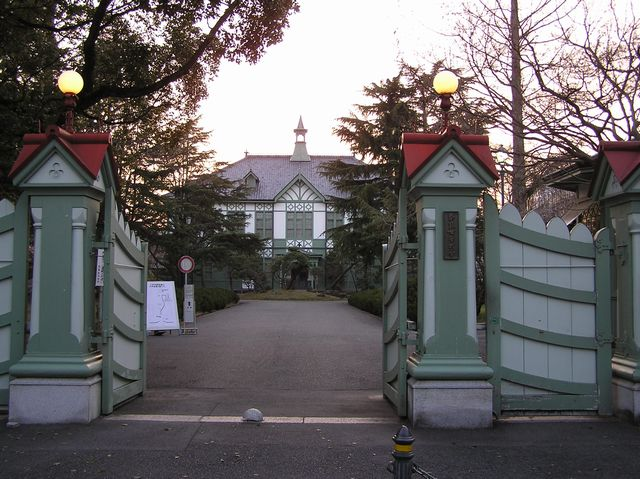
Das Haupttor und das alte Hauptgebäude

Die Nara Joshi Daigaku (japanisch 奈良女子大学, dt. Frauenuniversität Nara) ist eine japanische staatliche Universität in Nara in der Präfektur Nara. Sie ist, neben der Ochanomizu Joshi Daigaku, eine der zwei staatlichen Frauenuniversitäten in Japan.

## Geschichte
Die Universität wurde 1908 als Höhere Normalschule für Frauen Nara (奈良女子高等師範学校, Nara joshi kōtō shihan gakkō) gegründet. Sie war die zweite staatliche Höhere Normalschule für Frauen nach Tokio (gegründet 1875) und erzog die Lehrerinnen an den Mädchennormalschulen und Mädchenmittelschulen in Westjapan. Das ehemalige Hauptgebäude der Höheren Normalschule (gebaut um 1908) bleibt noch heute als Gedenkgebäude.
1949 entwickelte sich die Schule zur Frauenuniversität Nara, einer Universität nur für Frauen und keiner gemischten (koedukativen) Universität, was dem Willen der Absolventinnen entsprach. Außer der Frauenuniversität gibt es in der Präfektur Nara nur eine staatliche pädagogische Hochschule, eine staatliche technische Hochschule nur mit Graduate School (ohne Bachelorstudiengang), und präfekturale oder private Universitäten.
Die Universität pflegt Beziehungen zu vielen Universitäten im Ausland, vor allem zu Universitäten in Asien. Seit 2006 bestehen Beziehungen zur Universität Trier.

## Fakultäten
- Geisteswissenschaften
- Naturwissenschaften
- Hauswirtschafts- und Umweltwissenschaften (jap. 生活環境学部, engl. Faculty of Human Life and Environment)